# Arco de Baúlhe
Der Ort Arco de Baúlhe ist ein Ort und eine ehemalige Gemeinde (Freguesia) in Portugal und gehört zum Bezirk von Cabeceiras de Basto. Die Gemeinde hat eine Fläche von 4,5 km² und es leben dort 1671 Einwohner (Stand 30. Juni 2011). Die Bevölkerungsdichte beträgt 372,1 Einw./km².
Arco de Baúlhe war der ehemalige Endpunkt der Eisenbahnstrecke Linha do Tâmega. Diese Teilstrecke wurde allerdings von Amarante im Jahre 1990 stillgelegt und trotz Versuchen einer Reaktivierung nicht wieder in Betrieb genommen.
Am 29. September 2013 wurden die Gemeinden Arco de Baúlhe und Vila Nune zur neuen Gemeinde União das Freguesias de Arco de Baúlhe e Vila Nune zusammengeschlossen. Arco de Baúlhe ist Sitz dieser neu gebildeten Gemeinde.

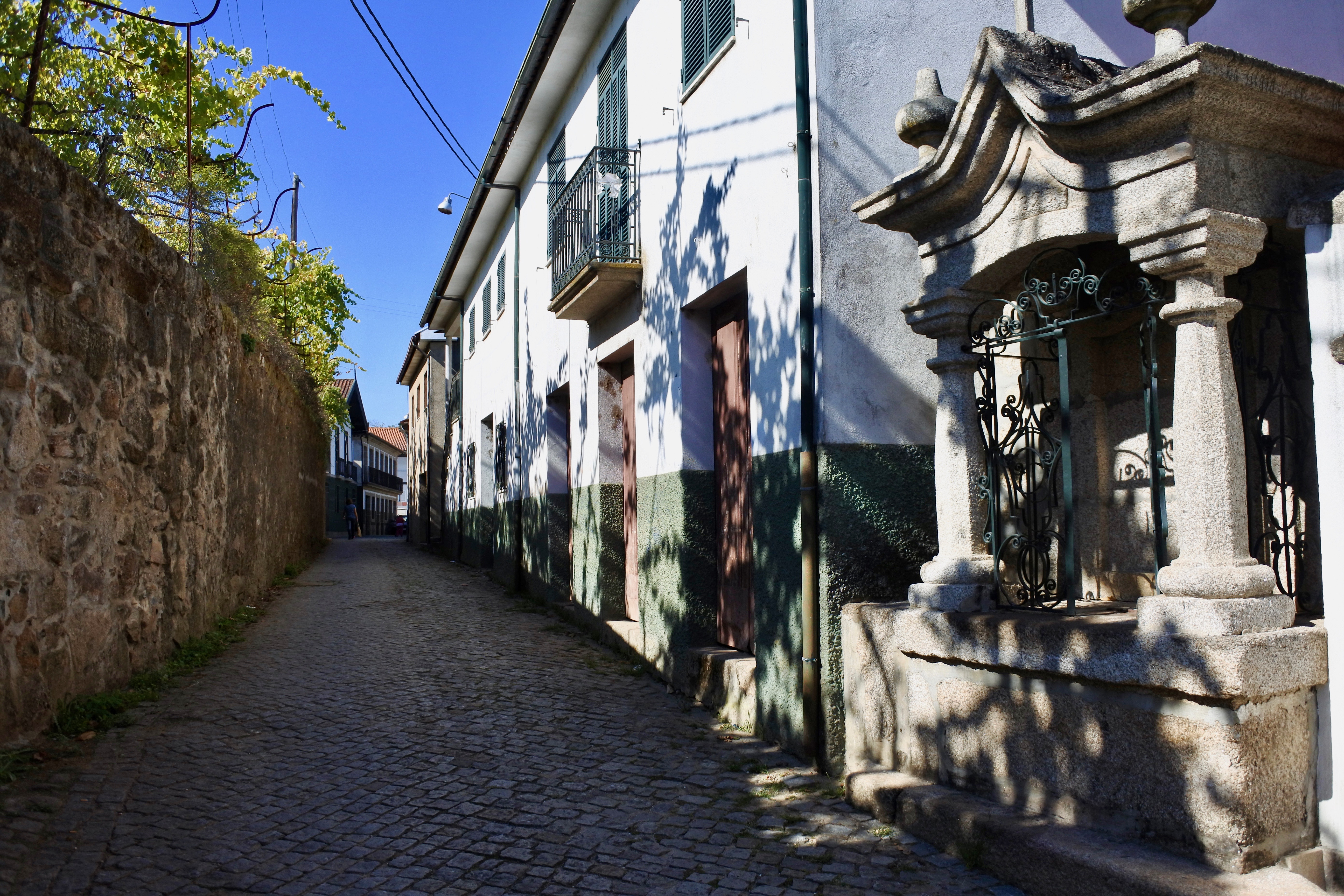
Arco de Baúlhe